# Gouvernement Jules Dufaure (4)
Troisième République
Gouvernement Jules Dufaure III Gouvernement Jules Simon
Le quatrième gouvernement Jules Dufaure est le gouvernement de la Troisième République en France du 9 mars 1876 au 3 décembre 1876. Ce gouvernement fait adopter le plan Freycinet.

## Composition

### Nominations du 9 mars 1876
| Fonction | Fonction             | Image | Nom           | Parti politique |
| -------- | -------------------- | ----- | ------------- | --------------- |
|          | Président du Conseil |       | Jules Dufaure | Centre gauche   |

| Fonction | Fonction                                           | Image                                                      | Nom                                                       | Parti politique |
| -------- | -------------------------------------------------- | ---------------------------------------------------------- | --------------------------------------------------------- | --------------- |
|          | Ministre de la Justice et des Cultes               |                                                            | Jules Dufaure                                             | Centre gauche   |
|          | Ministre des Affaires étrangères                   |                                                            | Louis Decazes                                             | Orléaniste      |
|          | Ministre de l'Intérieur                            |                                                            | Amable Ricard (du 9 mars 1876 au 11 mai 1876)             | Centre gauche   |
|          | Ministre de l'Intérieur                            |                                                            | Émile de Marcère (du 15 mai 1876 au 3 décembre 1876)      | Centre gauche   |
|          | Ministre de la Guerre                              |                                                            | Ernest Courtot de Cissey (du 9 mars 1876 au 15 août 1876) | Orléaniste      |
|          | Ministre de la Guerre                              | Jean-Auguste Berthaut (du 15 août 1876 au 3 décembre 1876) |                                                           |                 |
|          | Ministre de la Marine et des Colonies              |                                                            | Martin Fourichon                                          | Centre gauche   |
|          | Ministre de l'Instruction publique, des Beaux-arts |                                                            | William Henry Waddington                                  | Centre gauche   |
|          | Ministre des Finances                              |                                                            | Léon Say                                                  | Centre gauche   |
|          | Ministre des Travaux publics                       |                                                            | Albert Christophle                                        | Centre gauche   |
|          | Ministre de l'Agriculture et du Commerce           |                                                            | Pierre Teisserenc de Bort                                 | Centre gauche   |
|          | Sous-secrétaire d'État aux Finances                |                                                            | Louis Passy                                               | Orléaniste      |

### Nomination du 11 mars 1876
| Fonction | Fonction                             | Image | Nom                                               | Parti politique     |
| -------- | ------------------------------------ | ----- | ------------------------------------------------- | ------------------- |
|          | Sous-secrétaire d'État à l'Intérieur |       | Émile de Marcère (du 11 mars 1876 au 15 mai 1876) | Centre gauche       |
|          | Sous-secrétaire d'État à l'Intérieur |       | Léopold Faye (du 16 mai 1876 au 3 décembre 1876)  | Gauche républicaine |

## Fin du gouvernement et passation des pouvoirs
Le 3 décembre 1876, Jules Dufaure remit la démission du gouvernement au président de la République, Patrice de Mac-Mahon.
Le 12 décembre 1876, Patrice de Mac-Mahon nomma Jules Simon à la présidence du Conseil.